# Alina Fernández
Alina Fernández Revuelta (L'Avana, 19 marzo 1956) è un'attivista cubana, figlia extraconiugale ma riconosciuta di Fidel Castro di cui diventò una critica. e con il quale era solita litigare privatamente quando viveva a Cuba. Sua madre era Natalia "Naty" Revuelta Clews (1925-2015), sposata con Orlando Fernández, di cui Alina porta il cognome. Nel suo Paese ha lavorato come modella e ha diretto le pubbliche relazioni di un'agenzia per modelle cubana. Risiede negli Stati Uniti e fa parte, come sua zia Juanita Castro, della dissidenza cubana all'estero.

## Biografia
La nascita di Alina Fernández è stata il risultato della storia d'amore dei suoi genitori, entrambi sposati con altri partner. Sua madre, Natalia Revuelta, aveva incontrato Castro attraverso il loro coinvolgimento politico congiunto nel Partido del Pueblo Cubano.  Revuelta confessò finalmente la sua infedeltà al marito Orlando Fernández, ma lui non divorziò da lei. Dopo che Castro fu rilasciato dal carcere per l'attacco alla caserma Moncada, Revuelta continuò la relazione; Castro venne a sapere della gravidanza della sua amante in esilio in Messico. Alina María José nacque nel marzo 1956 e le fu dato il cognome del patrigno.
A posteriori, Alina Fernández descrive i suoi primi anni di vita nelle sue memorie come estremamente pieni di privazioni. Il suo patrigno Orlando Fernández emigrò prima del suo quarto compleanno, tra il 1959 e il marzo 1961, con la sorellastra Natalie; sua madre e Alina Fernández rimasero invece a Cuba. 
Dopo la crisi dei missili di Cuba, secondo Alina Fernández, su istigazione della sua compagna Celia Sánchez, Fidel mandò sua madre e lei in Francia come segretaria dell'ambasciata cubana, dove in realtà avrebbe dovuto condurre spionaggio industriale. Alina, ora in età da scuola elementare, è stata prima mandata in un collegio, impara il francese che lei pratica tuttora, ma è stata presto rimandata a Cuba, seguita dalla madre cinque mesi dopo. E al suo ritorno a Cuba, Alina apprende che Fidel Castro è il suo vero padre. Viene iscritta ad una scuola frequentata dai figli della nomenklatura, quindi lavora come modella e responsabile delle pubbliche relazioni per un'azienda di moda cubana, ma ha voglia di andarsene.
Nel 1977 mette al mondo una figlia, Alina Salgado.

### Fuga in esilio
Nel 1993, all'età di 37 anni, lascia Cuba, contro la volontà del padre, con documenti falsi e una parrucca, a causa del suo crescente dissenso nei confronti del regime comunista. Elena Díaz-Verson Amos, un'immigrata cubana e moglie di John Amos (uno dei fondatori di Aflac, Inc.), aiutò Fernández a lasciare Cuba. Lei si trasferisce prima in Spagna e da lì vola a Miami, in Florida, dove comincia a lavorare in radio. Il suo programma radiofonico, sulla stazione WQBA, venne chiamato  Simply Alina. 
Il martedì e il giovedì il tema è leggero, con ospiti musicisti o pittori latini. Tuttavia, il mercoledì, si dedica interamente all'analisi della politica interna cubana, dalla sua prospettiva particolare, che l'ha portata da essere interna alla Rivoluzione cubana a criticarla dall'esterno.
In una conferenza stampa si rivolse a suo padre, Fidel Castro, per permettere a sua nipote Alina Salgado di lasciare Cuba. Le autorità cubane obbedirono, al che la piccola Salgado seguì sua madre in esilio negli Stati Uniti.
Nel 1998 ha scritto il libro Alina, la figlia ribelle di Fidel Castro (Castro's Daughter: An Exile's Memoir of Cuba), nel quale descrive nei minimi dettagli la sua vita durante la crescita come figlia di Castro e i cambiamenti avvenuti nel paese. In particolare, racconta che quando aveva tre anni (cioè nel 1959, poco dopo il trionfo della rivoluzione cubana), i cartoni di Topolino vennero sostituiti sulla TV locale con le immagini delle esecuzioni contro gli stretti collaboratori del dittatore rovesciato Fulgencio Batista.
Per alcuni passaggi del suo libro, è stata citata in giudizio per diffamazione dalla zia, e sorella di Fidel, Juanita Castro.

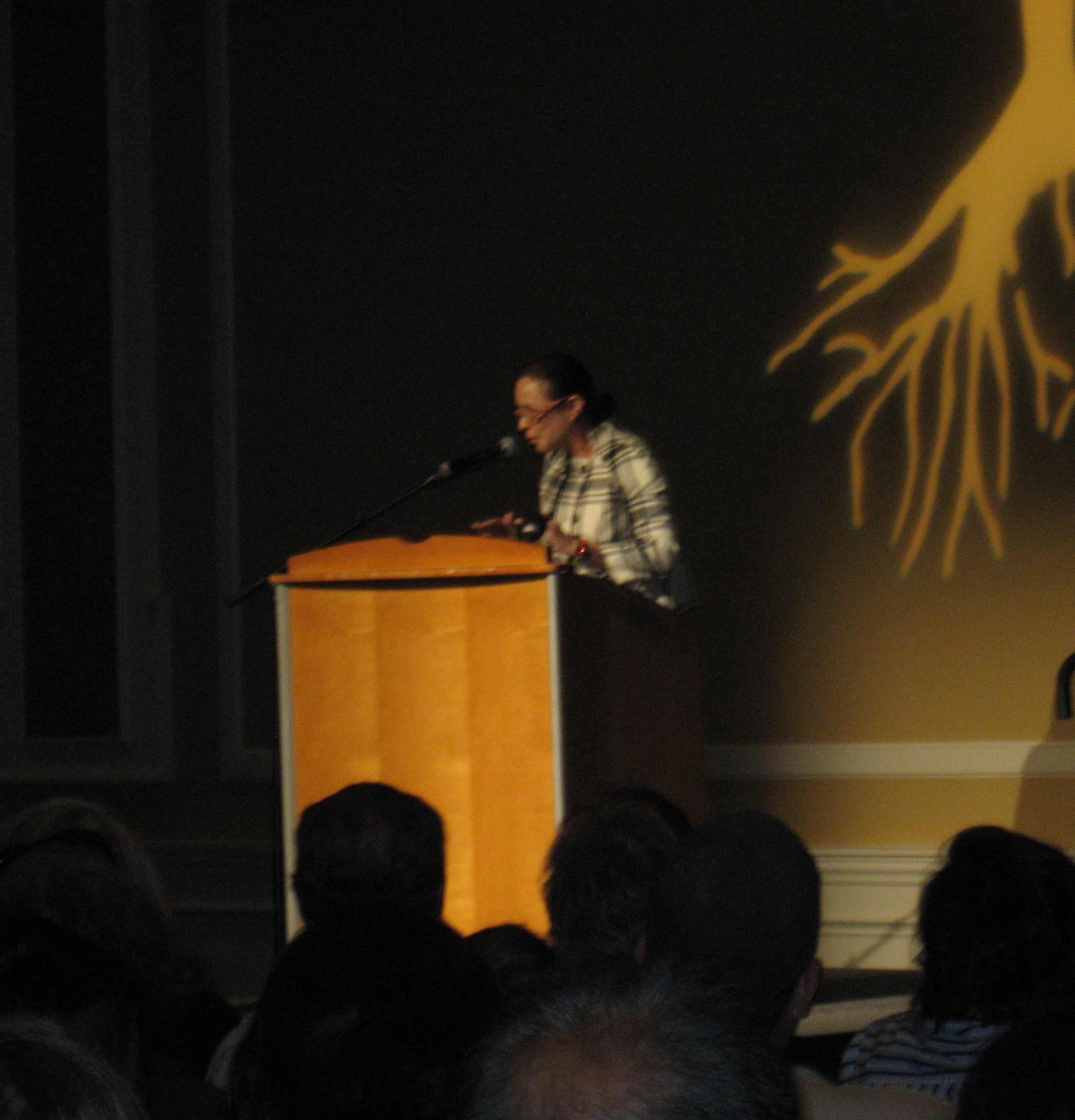
Fernández parla all'Università dell'Ohio nel 2009

Nel 2006 ha avuto un ruolo nel film sul leader cubano, intitolato I love Miami, dove interpreta se stessa.
In un'intervista con la rivista Foreign Policy nel 2008, ha detto di essere più vicina a suo zio, Raúl Castro, che a suo padre. Raúl Castro, che succedette a suo padre come presidente cubano, l'aiutò in diverse occasioni. "Era la persona a cui potevi rivolgerti e chiedere aiuto se avevi un problema pratico. Gli ho chiesto personalmente aiuto un paio di volte, e lui mi ha sempre aiutato subito. In famiglia, era l'unico aiuto che si poteva trovare. In tali questioni, Fidel è stato assolutamente inutile".
Negli ultimi anni Alina Fernández vive con Díaz-Verson nella città di Columbus, in Georgia. Si è tenuta in contatto con sua madre Natalia Revuelta via e-mail.  Nel 2014 si è recata a Cuba per la prima volta in 21 anni per visitare la madre gravemente malata, morta a L'Avana il 27 febbraio 2015. 

## Opere
- Alina, la figlia ribelle di Fidel Castro [Castro's Daughter: An Exile's Memoir of Cuba], 1998.